# Héctor García (Fußballspieler, 1915)
Héctor Agustín García (* 28. November 1915 in Argentinien; † unbekannt) war ein argentinischer Fußballspieler. Der Mittelfeldspieler absolvierte ein Länderspiel für die Nationalmannschaft Argentiniens.

## Karriere

### Verein
Héctor García begann beim CA Platense 1935 im Profifußball und wechselte 1936 zum CA Huracán. Beim Klub aus der Hauptstadt Buenos Aires spielte er insgesamt drei Mal. 1937 sammelte García erste Auslandserfahrung in Chile beim CSD Colo-Colo, mit dem er Meister 1937 wurde. 1939 debütierte er bei Rosario Central auch in der Primera División Argentiniens. 1941 zog es García nach Uruguay und er spielte eine Saison für Peñarol Montevideo. Zum Abschluss seiner Karriere ging er zum CA Colegiales, bei er 1942 seine Karriere beendete.

### Nationalmannschaft
Héctor García absolvierte ein Länderspiel für die Nationalmannschaft Argentiniens. In der Copa Juan Mignaburu im Juni 1938 gegen Uruguay gewann sein Team mit 1:0.

## Erfolge
Colo-Colo
- Chilenischer Meister: 1937